# ISO 3166-2:SE
ISO 3166-2:SE es la entrada para Suecia en ISO 3166-2, parte de los códigos de normalización ISO 3166 publicados por la Organización Internacional de Normalización (ISO), que define los códigos para los nombres de las principales subdivisiones (p.ej., provincias o estados) de todos los países codificados en ISO 3166-1. 
En la actualidad, para Suecia los códigos ISO 3166-2 se definen para 21 condados (län).
Cada código consta de dos partes, separadas por un guion. La primera parte es SE, el código ISO 3166-1 alfa-2 para Suecia. La segunda parte del código, que es usada por el Länsstyrelse a nivel nacional, es alfabética de una o de dos letras, que se corresponde con el código alfabético (en sueco: länsbokstav) del condado, y se empleó en las placas de matrículas de vehículos hasta 1973. El orden se basa en un recorrido geográfico que, partiendo de Estocolmo, en sentido de las agujas del reloj, recorre las provincias del sur y luego las del norte. 
Hasta 1967, a la Ciudad de Estocolmo se le asignó el código de letras «A», mientras que el Condado de Estocolmo tenía la letra «B».

## Códigos actuales

Mapa de Suecia con cada condado etiquetado con la segunda parte de su código ISO 3166-2.

Los nombres de las subdivisiones se ordenan según el estándar ISO 3166-2 publicado por la Agencia de Mantenimiento ISO 3166 (ISO 3166/MA).
En la ISO 3166-2, el código numérico (länskod) de cada condado se muestra a título informativo entre corchetes tras el nombre del condado. Sin embargo, estos elementos alternativos de código no son códigos oficiales de la ISO 3166-2, desde que esta parte de la ISO 3166 no permite la codificación duplicada para una misma subdivisión.
Los nombres de la subdivisiones se ordenan en orden alfabético sueco: a-z, å, ä, ö.
Pulsa sobre el botón en la cabecera para ordenar cada columna.

### Condados
| Code  | Nombre de la subdivisión (sv) | Nombre de la subdivisión (es) | Código alternativo |
| ----- | ----------------------------- | ----------------------------- | ------------------ |
| SE-K  | Blekinge län                  | Condado de Blekinge           | [SE-10]            |
| SE-W  | Dalarnas län                  | Condado de Dalarna            | [SE-20]            |
| SE-I  | Gotlands län                  | Condado de Gotland            | [SE-09]            |
| SE-X  | Gävleborgs län                | Condado de Gävleborg          | [SE-21]            |
| SE-N  | Hallands län                  | Condado de Halland            | [SE-13]            |
| SE-Z  | Jämtlands län                 | Condado de Jämtland           | [SE-23]            |
| SE-F  | Jönköpings län                | Condado de Jönköping          | [SE-06]            |
| SE-H  | Kalmar län                    | Condado de Kalmar             | [SE-08]            |
| SE-G  | Kronobergs län                | Condado de Kronoberg          | [SE-07]            |
| SE-BD | Norrbottens län               | Condado de Norrbotten         | [SE-25]            |
| SE-M  | Skåne län                     | Condado de Escania            | [SE-12]            |
| SE-AB | Stockholms län                | Condado de Estocolmo          | [SE-01]            |
| SE-D  | Södermanlands län             | Condado de Södermanland       | [SE-04]            |
| SE-C  | Uppsala län                   | Condado de Upsala             | [SE-03]            |
| SE-S  | Värmlands län                 | Condado de Värmland           | [SE-17]            |
| SE-AC | Västerbottens län             | Condado de Västerbotten       | [SE-24]            |
| SE-Y  | Västernorrlands län           | Condado de Västernorrland     | [SE-22]            |
| SE-U  | Västmanlands län              | Condado de Västmanland        | [SE-19]            |
| SE-O  | Västra Götalands län          | Condado de Västra Götaland    | [SE-14]            |
| SE-T  | Örebro län                    | Condado de Örebro             | [SE-18]            |
| SE-E  | Östergötlands län             | Condado de Östergötland       | [SE-05]            |

## Cambios
Los siguientes cambios de entradas han sido anunciados en los boletines de noticias emitidos por el ISO 3166/MA desde la primera publicación del ISO 3166-2 en 1998, cesando esta actividad informativa en 2013.
| Informe      | Fecha de emisión                     | Descripción del cambio reportado                                                                               |
| ------------ | ------------------------------------ | --- |
| Boletín II-3 | 2011-12-13 (corregido el 2011-12-15) | Precisión del nombre de la división administrativa Reordenación alfabética Actualización de la lista de origen |